# Asadabad (huyện)
Asad Abad là một huyện thuộc tỉnh Konar, Afghanistan. Dân số thời điểm năm 1999 là 57,189 người.